# Otto Šimonek
Ottokar „Otto“ Šimonek (15. července 1896 Brno – 14. září 1971), někdy též Otakar „Ota“ Šimonek, přezdívaný Beran, byl český fotbalista, reprezentant Československa.

## Sportovní kariéra
Byl odchovancem Moravské Slavie Brno. Za československou reprezentaci odehrál v roce 1927 tři utkání. Hrál za AC Sparta Praha a SK Slavia Praha. Hrával v útoku.